# فومارات ردوکتاز (نیکوتین‌آمید آدنین دی‌نوکلئوتید)
فومارات ردوکتاز (نیکوتین‌آمید آدنین دی‌نوکلئوتید) (انگلیسی: Fumarate reductase) یک آنزیم است که واکنش شیمیایی زیر را کاتالیز می‌کند:
succinate + NAD+ {\displaystyle \rightleftharpoons } fumarate + NADH + H+
همان‌طور که ملاحظه می‌گردد، دو سوبسترای این آنزیم سوکسینیک اسید و  NAD+ بوده که منجر به تولید سه محصول نهاییِ فوماریک اسید، NADH و یون هیدروژن می‌گردد.